# Skate Kitchen
Pour les articles homonymes, voir Skate et Kitchen.
Pour plus de détails, voir Fiche technique et Distribution.
Skate Kitchen est un film américain réalisé et co-écrit par Crystal Moselle, sorti en 2018.

## Fiche technique
- Titre original : Skate Kitchen
- Réalisation : Crystal Moselle
- Scénario : Crystal Moselle, Jen Silverman, Aslihan Unaldi
- Photographie :
- Montage : Nico Leunen
- Musique : Aska Matsumiya
- Production : Lizzie Nastro, Julia Nottingham, Matthew Perniciaro, Michael Sherman, Rodrigo Teixeira, Izabella Tzenkova
- Sociétés de production : Bow and Arrow Entertainment, Pulse Films, RT Features
- Sociétés de distribution :
- Pays d'origine :  États-Unis
- Langue originale : anglais, espagnol
- Lieu de tournage :
- Format : couleur
- Genre : Drame
- Durée : 106 minutes (1 h 46)
- Dates de sortie :
  -  États-Unis :
    - 21 janvier 2018 au Festival du film de Sundance
    - 27 mai 2018 au Festival international du film de Seattle
    - 16 juillet 2018 à l'Outfest de Los Angeles
    - 10 août 2018

  -  Royaume-Uni :
    - 2 juin 2018 au Sundance de Londres
    - 28 septembre 2018

  -  Allemagne : 29 juin 2018 au Festival du film de Munich
  -  Taïwan : 1er juillet 2018 au Festival du film de Taipei
  -  Israël : 28 juillet 2018 au Festival international du film de Jérusalem
  -  Hongrie : 11 août 2018
  -  Irlande : 28 septembre 2018
  -  France :
    - 18 octobre 2018 au Festival international du film de La Roche-sur-Yon
    - 30 janvier 2019

## Distribution

### Acteurs principaux
- Rachelle Vinberg : Camille
- Ardelia Lovelace : Janay
- Nina Moran : Kurt
- Kabrina Adams : Ruby
- Ajani Russell : Indigo
- Brenn Lorenzo : Quinn
- Jules Lorenzo : Eliza
- Jaden Smith : Devon

### Acteurs secondaires
- Emmanuel Barco : Henry Barco
- Taylor Gray : Jared
- Nico Hiraga : Patrick
- Alexander Cooper : Charlie
- Judah Lang : Dusty
- Malachi Omega : Isaiah
- Tashiana Washington (en) : Lana
- Samuel Smith : Agent de sécurité #1
- Thaddeus Daniels : Agent de sécurité #2
- Tom Bruno : le vendeur italien
- Dylan Pitanza : Skateur #1
- Kobi Frumer : Skateur #2
- Alexandra Imgruth : La femme stylée #2
- John Palumbo : Le manager
- Elizabeth Rodriguez
- Hamzah Sarwari : le garçon fan au skatepark
- Darlene Violette : une cliente

## Accueil

### Critiques
Le film obtient une moyenne de 3.0 dans les notes presse d'Allociné.
Première : « Crystal Moselle restitue l’énergie, l’enthousiasme comme la violence de ses héroïnes car toujours à bonne distance d’elles ».
Le Figaro : « Mignon mais un peu long si on ne sait pas ce qu'est un «ollie» ».